# Crocidura neglecta
Crocidura neglecta є видом ссавців родини Soricidae. Він зустрічається у Індонезії. Таксон відділено від C. monticola.